# Hard Rock Stadium
Le Hard Rock Stadium (auparavant Joe Robbie Stadium, Pro Player Stadium, Dolphins Stadium, Dolphin Stadium, Land Shark Stadium, Sun Life Stadium et New Miami Stadium) est un stade omnisports situé à Miami Gardens, dans la banlieue nord de Miami, en Floride.
Depuis 1987, c'est le domicile des Dolphins de Miami, une équipe de football américain évoluant dans la division Est de la American Football Conference en National Football League. En 1993, une nouvelle franchise de la Ligue majeure de baseball est créée à Miami sous le nom de Marlins de la Floride et s'installe dans le Dolphin Stadium. L'équipe de football américain de l'Université de Miami, les Hurricanes de Miami, joue au stade à partir de 2008 à la suite de la démolition du Miami Orange Bowl. Depuis 1996, le stade est le théâtre de l'Orange Bowl, un match de football américain universitaire.
Le Dolphin Stadium a accueilli les Owls de Florida Atlantic (NCAA) entre 2001 et 2002 et le Champs Sports Bowl (1990-2000). Il a une capacité de 64 767 places en configuration football américain (après les rénovations de 2015) et 38 560 en configuration baseball avec 240 suites de luxe et 10 175 sièges de club. Le stade est entouré d'un parking d'environ 25 000 places.

## Histoire

### Genèse du projet
Vers la fin des années 1970 - début des années 1980, Joe Robbie, le propriétaire des Dolphins de Miami, commence à faire pression pour la construction d'un nouveau stade pour son équipe qui joue dans le Miami Orange Bowl depuis plusieurs décennies. Pour être construit, le stade nécessiterait une hausse des impôts, que les électeurs refusent. Robbie décide finalement de financer lui-même le futur stade. Les travaux commencent en décembre 1985, la firme architecturale HOK Sport s'occupant de la conception de l'édifice. Le stade est achevé deux ans plus tard et baptisé Joe Robbie Stadium, son coût de construction est de 115 millions de $, financé à 90 % par des fonds privés. Les Dolphins de Miami y jouent leur premier match le 16 août 1987, contre les Bears de Chicago, vainqueurs 10 à 3.
Le Joe Robbie Stadium est beaucoup plus moderne que le Miami Orange Bowl. Le bâtiment dispose de 74 916 sièges orange qui entourent le terrain. Avec ses nombreuses rampes et escalators, l'accessibilité à tous les sièges est facile. Deux écrans vidéos Daktronics ProStar Hi-Definition sont situés au-dessus des tribunes sur les extrémités est-ouest du stade. Le stade dispose également d'environ 25 000 places de parking dont 23 857 pour les voitures, 108 pour les bus, 225 pour les limousines et le reste pour les autres types de véhicules.

### Arrivée du baseball
En 1990, dans un effort d'apporter une équipe de baseball de la MLB en Floride, Wayne Huizenga achète 50 % du Joe Robbie Stadium. En 1991, la MLB attribut à Miami une équipe, les Marlins de la Floride, qui commencent à jouer en 1993. Le Joe Robbie Stadium est maintenant devenu une enceinte multisports. Quand le stade fut construit pour les Dolphins, Joe Robbie a insisté pour une disposition rectangulaire des tribunes qui était plus large que nécessaire pour le football américain, croyant que le baseball vienne un jour à Miami. Les sièges du niveau inférieur sur le côté nord du stade sont escamotables, ainsi le terrain peut être configuré pour le baseball. Ces modifications coûtèrent $10 millions de dollars. Les Marlins de la Floride y jouèrent leur premier match le 5 avril 1993.
En 1996, le Joe Robbie Stadium a été re-titré Pro Player Stadium, après que la compagnie achète contre 20 millions de $ les droits d'appellation du stade sur 10 ans. En janvier 2005, le propriétaire des Dolphins, Wayne Huizenga, annonce que le Pro Player Stadium sera renommé Dolphins Stadium. Il est annoncé que le stade sera rénové et agrandi. Les trois phases de rénovations sur plusieurs années coûteront plus de 30 millions de $. Le projet inclut la transformation des suites de luxe, de nouveaux tableaux des scores, de nouvelles places de stationnement et par la suite un dôme ou un toit rétractable. Le Dolphin Stadium a été l'organisateur de quatre Super Bowls et des World Series en 1997 et 2003.
En 2010, ce stade accueille pour la cinquième fois le Super Bowl après avoir reçu les éditions XXIII, XXIX, XXXIII et XLI.
Le 28 septembre 2011, les Marlins de la Floride disputent leur dernier match de baseball dans cette enceinte où ils ont passé 19 saisons. Ils la quittent et jouent le match inaugural en avril 2012 du Miami Ballpark.
En 2015, un projet de rénovation à hauteur de 500 millions de dollars est lancé, et se termine dans les temps avant le début de la saison 2016 de la NFL. Les tribunes sont désormais couvertes et le stade est équipé de quatre écrans géants parmi d'autres aménagements. La capacité passe de 76 018 à 65 326 places.
Plusieurs matchs de la Coupe du monde 2026 de football (soccer) se joueront dans le stade, dont celui pour la 3e place.

## Événements
- Super Bowl XXIII, 22 janvier 1989 ;
- Camping World Bowl, 1990 à 2000 ;
- Finale 1993 de la conférence AFC en NFL ;
- Coupe Joe Robbie, février 1994 ;
- Super Bowl XXIX, 29 janvier 1995 ;
- Orange Bowl, 1996, 1998 et depuis 2000 ;
- Série mondiale 1997 ;
- Super Bowl XXXIII, 31 janvier 1999 ;
- Série mondiale 2003 ;
- Super Bowl XLI, 4 février 2007 ;
- BCS National Championship Game, 8 janvier 2009 et 7 janvier 2013 ;
- Classique mondiale de baseball 2009 ;
- Pro Bowl 2010, 31 janvier 2010 ;
- Super Bowl XLIV, 7 février 2010 ;
- Concerts :  U2, The Rolling Stones, Madonna, Pink Floyd, Elton John, Billy Joel, Chicago, Genesis, Gloria Estefan, Guns N' Roses, The Who, Hall and Oates, Rod Stewart, Paul McCartney, Les Trois Ténors, Lady Gaga, Beyoncé et Taylor Swift.
- WWE WrestleMania XXVIII, 1er avril 2012 (78 363 spectateurs) ;
- Gold Cup 2013 ;
- Super Bowl LIV, 2 février 2020 ;
- Tournoi de tennis de Miami (dès 2019) ;
- Grand Prix automobile de Miami de Formule 1 (depuis 2022)[2].

## Dimensions
Lorsque le stade accueillait des rencontres de baseball, les dimensions du terrain étaient les suivantes : 
- Left Field - 330 pieds / 101 mètres
- Left-Center - 361 p / 110 m
- Center Field - 434 p / 132 m
- Right-Center - 361 p / 110 m
- Right Field - 345 p / 105 m
- Backstop - 58 p / 18 m

## Revêtement
Le revêtement est en herbe de type Tifway 419 Bermuda Grass (Chiendent pied-de-poule ou Cynodon dactylon).

## Galerie

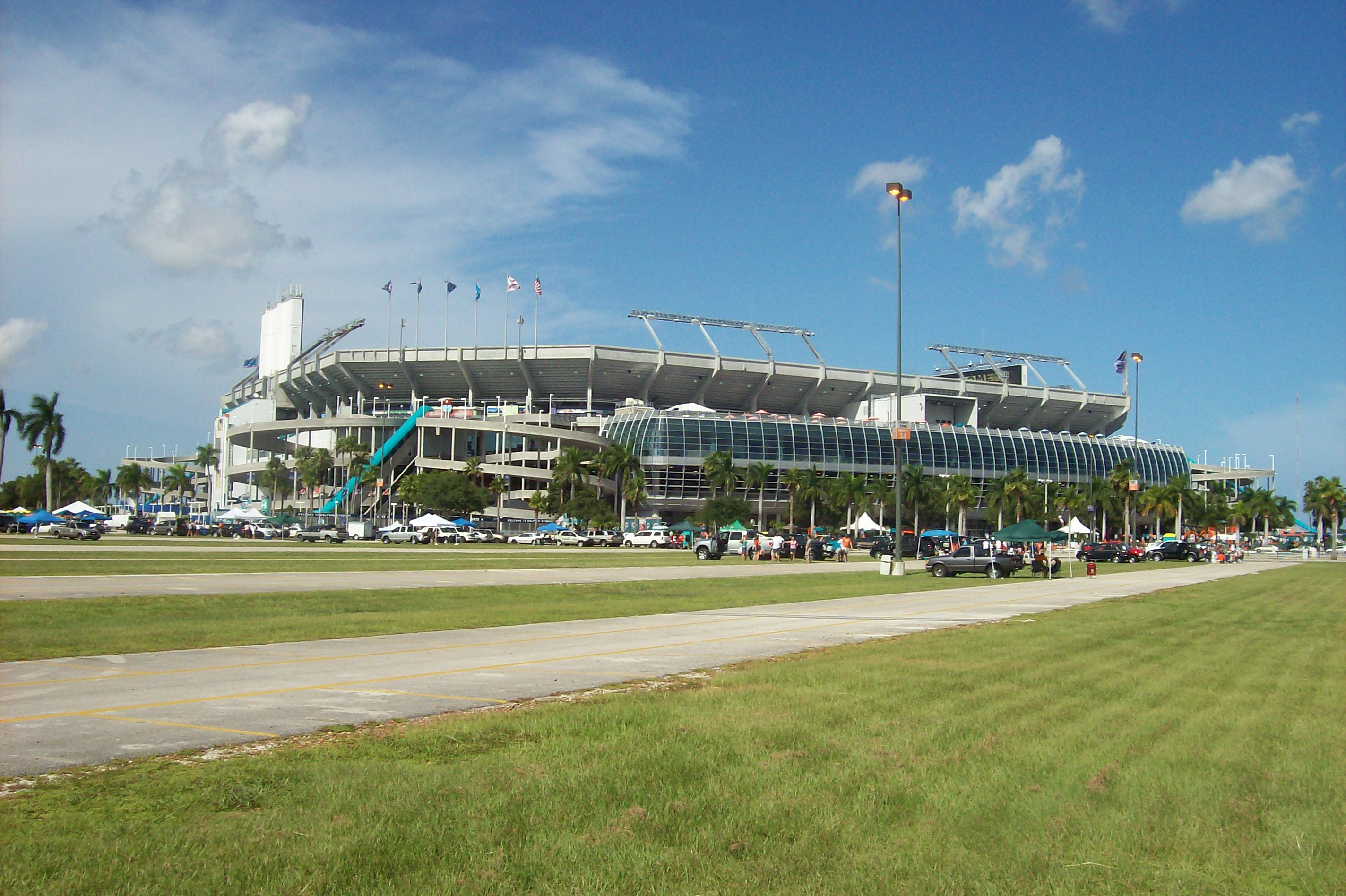
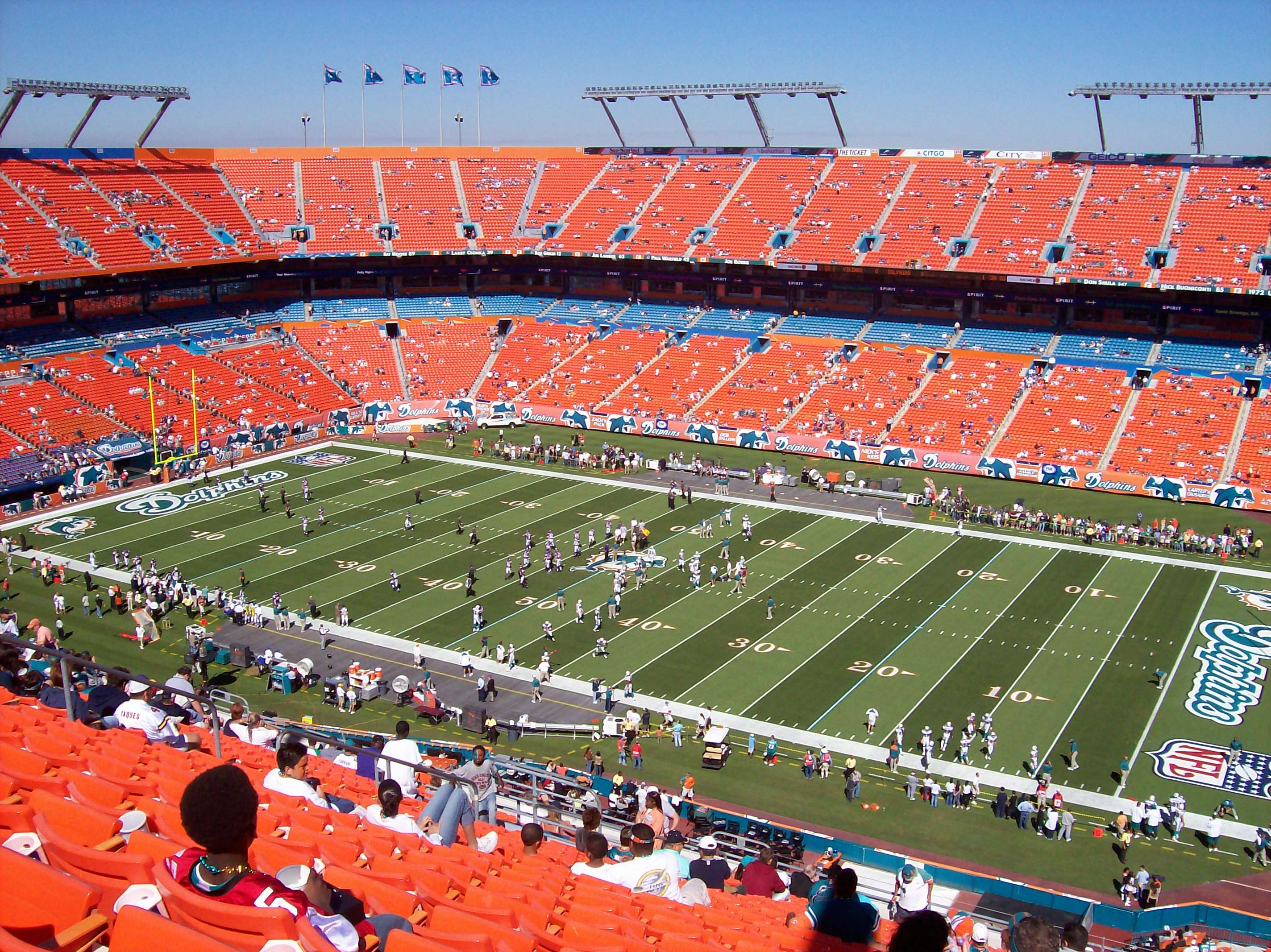
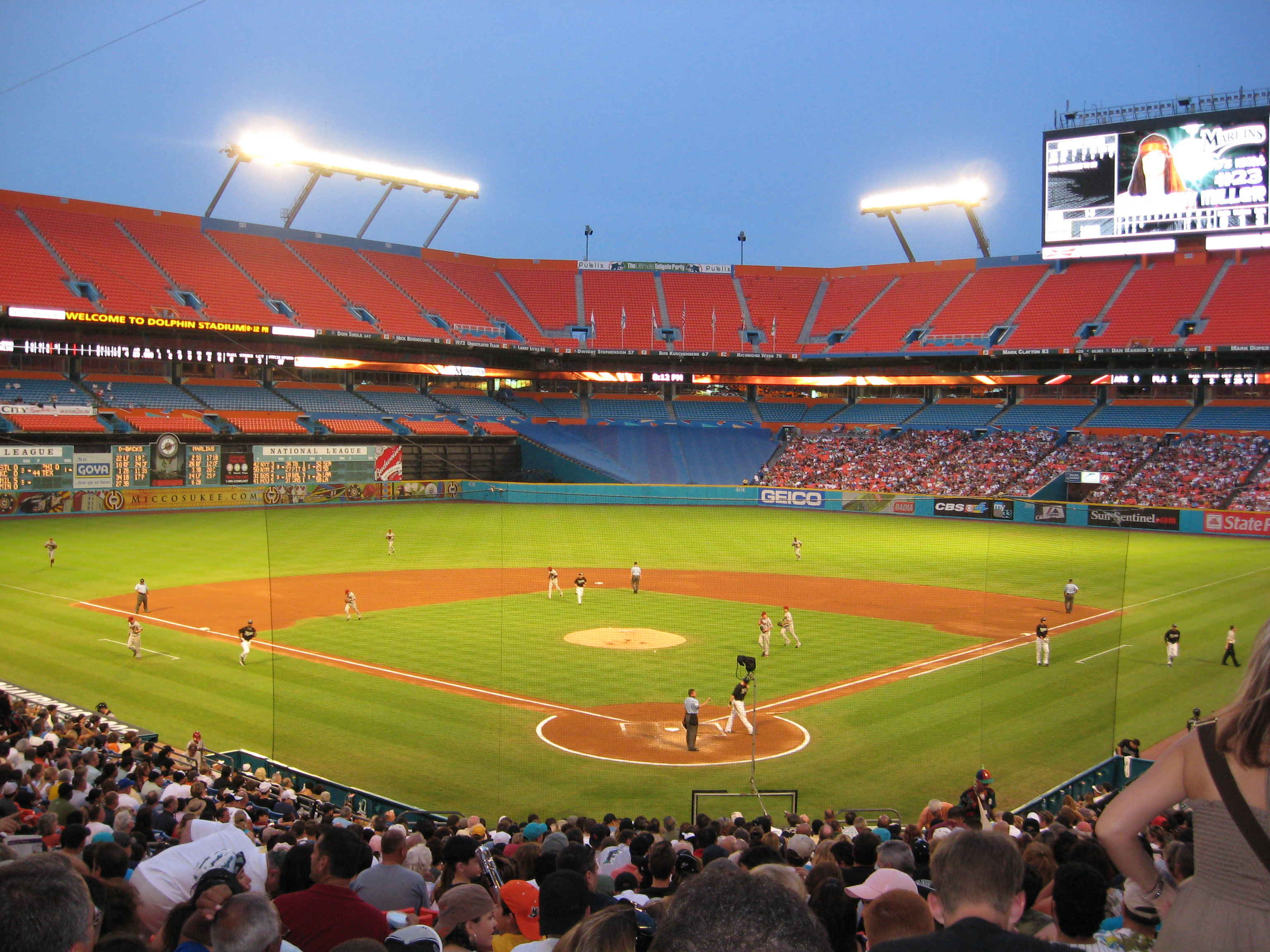
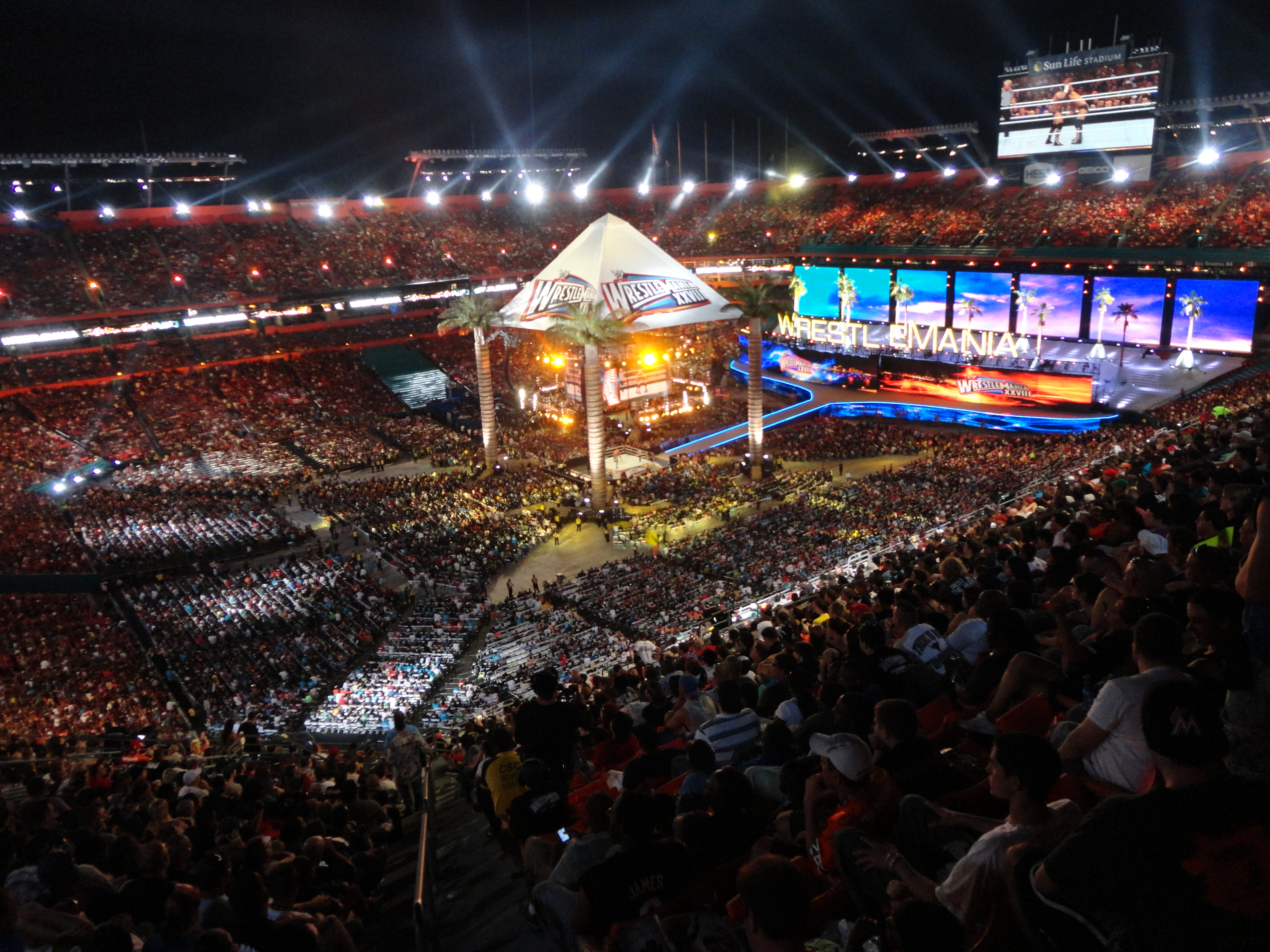
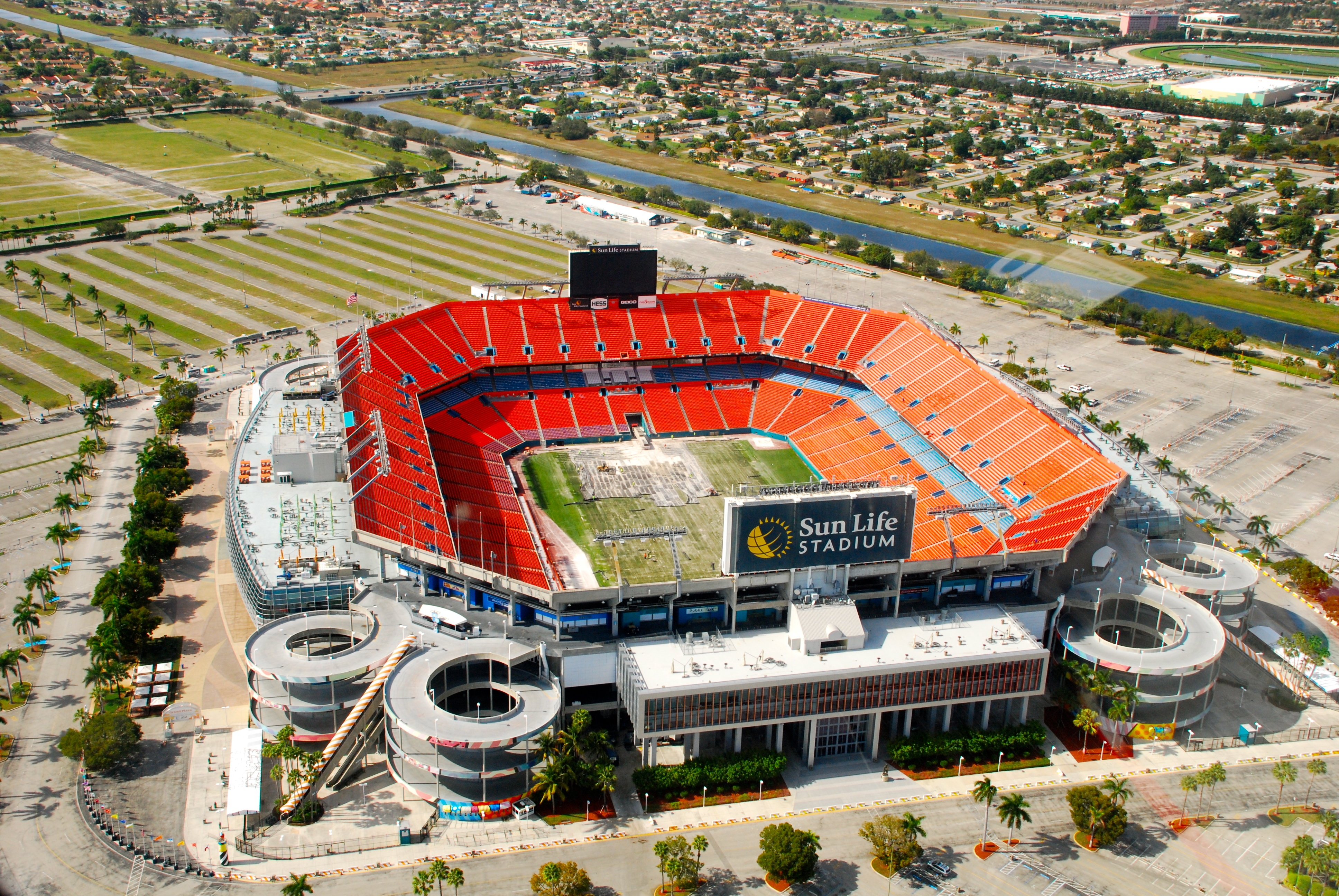
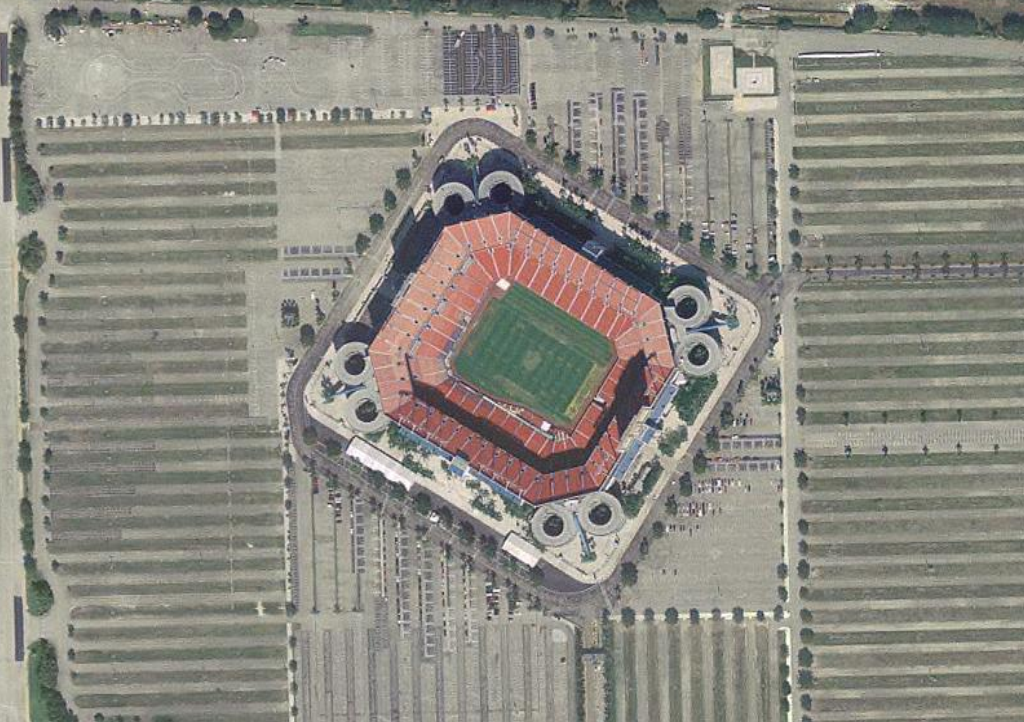
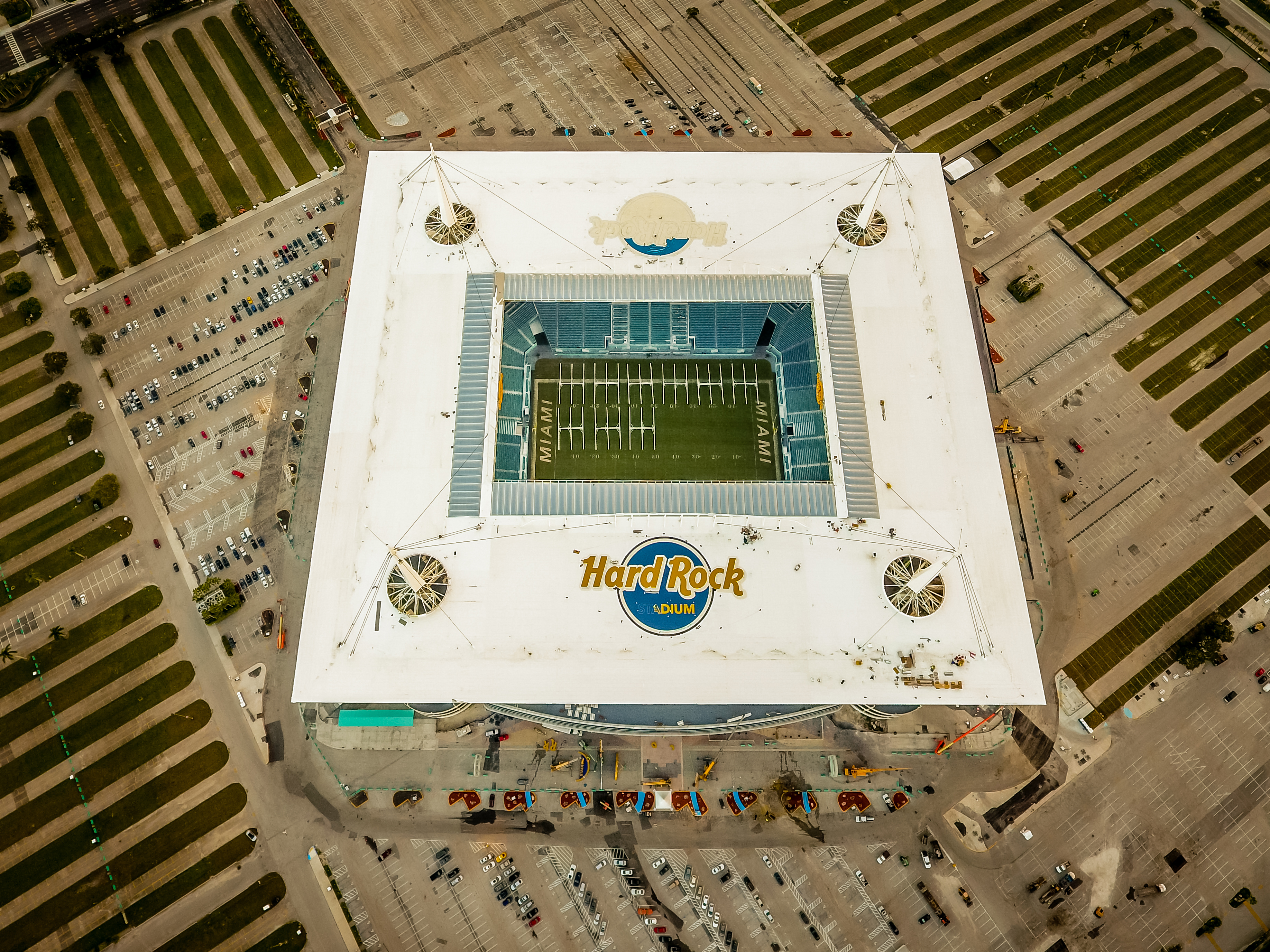